# Kagohl 1
Kampfgeschwader der Obersten Heeresleitung 1, Kampfgeschwader Nr.1 – Kagohl 1 – jednostka lotnictwa niemieckiego Luftstreitkräfte z okresu I wojny światowej.

## Informacje ogólne
Jednostka została utworzona z Brieftauben-Abteilung Ostende, 20 grudnia 1915 roku. Składała się z sześciu jednostek bojowych Kampfstaffeln, każda po 6 samolotów. Kasta 1, Kasta 2, Kasta 3, Kasta 4, Kasta 5 i Kasta 6. 3 kwietnia 1917 roku jednostka została zreorganizowana, dalej funkcjonowała jako Bombengeschwader an der Obersten Heeresleitung – Bogohl 1 (BG 1).
W Kagohl 1 służyli między innymi (późniejsze asy myśliwskie): Otto Parschau, Hans Bethge, Wilhelm Cymera, Hans Martin Pippart, Heinrich Lorenz, Kurt Wüsthoff, Paul von Osterroht.
W jednostce były używane między innymi następujące typy samolotów: LVG C.II (Kasta 3), Rumpler C.I (Kasta 1), LVG C.I.

## Dowódcy Eskadry
| Stopień | Nazwisko            | Okres                         |
| ------- | ------------------- | ----------------------------- |
|         | Ernst von Gersdorff | 1915 – 19 czerwca 1916        |
|         | Kastner             | do marca 1917                 |
|         | Alfred Keller       | marzec 1917 – 3 kwietnia 1917 |